# سفر عسرت

سِفر عُسرت (سِفر به معنی کتاب و عسرت به معنی دشواری و سختی) نام آلبومی است با صدای شهرام ناظری و آهنگسازی  فرخزاد لایق  . این اثر در کشور فرانسه و با نام «The Book of Austerity» منتشر شده‌است . این آلبوم جز آثاری موسیقی است که در آن از شعر نو بهره گرفته شده‌است. بیشتر اشعار این مجموعه در فضای اجتماعی حاکم بر ایران پس از سال ۱۳۳۲ سروده شده‌اند.

## نقد اثر
از نخستین واکنش‌ها، نقد کیاوش صاحب‌نسق در سال ۸۷ در نشریه‌ی فرهنگ و آهنگ بود که پیش از انتشار اثر در ایران نوشته شد: «فرخزاد لایق با ضبط اولین اثر خود سِفرعسرت، که خود آن را تجربه‌ای در حضور حجم و فضا در موسیقی می‌نامد، با هوشمندی تمام، قدم در حیطه‌ای از اینگونه تجربه‌ها میگذارد که به ظن یقین از لحاظ عمق دیدگاه و برداشت چند جانبه وی از تعامل موسیقی دستگاهی – بومی با طرح ساختاری و بدعت در رنگ آمیزی و انتخابی صحیح از ابزارهای شاخص تئوری موسیقی اروپا، جزو اولین قدم ها از این نوع محسوب می‌شود. استفاده از فضاهای تعلیق با استفاده از فیگورهای استیناتو و پدالها در اکثر قطعات این آلبوم به گوش می‌رسد و در هر قطعه به فراخور ایستایی و پویایی قطعه با طرح دیگری عجین می‌شود که هر بار ایفای این نقش با انتخاب ساز یا سازهایی دیگر همراه است. فضا یا اتمسفری که در این قطعات بستری برای موسیقی ایرانی شده ثمره همین کشش‌ها، کنش‌ها و تداوم‌های تماتیک، ریتمیک و یا اصواتی هستند که با کاراکتر ریتمیکِ رو به ایستایی شکل گرفته‌اند. ایده‌ی این گونه طرحها می‌تواند نتیجه برداشت و به عاریت گرفتن صحیح از فضاهایی باشد که دستمایه آهنگسازان مینیمال موسیقی اروپا و آمریکا قرار میگیرد. استفاده از الگوهای ملودیک و ریتمیک که در گردونه‌ای تکرار را تداوم می‌بخشند. بسترهایی با چند بنیه مُدال یا تونال که بر اساس و با تکیه به آنها میتوان خط سیر ملودی را در محدوده گسترده‌ای متحول کرد و تغییر جهت داد. فضاسازی‌های این آلبوم طرح‌هایی را از موسیقی جدی امروز اروپا به عاریت گرفته و آن را در چارچوب این موسیقی دوباره تعریف کرده است. اینگونه فضاسازی‌ها در موسیقی آهنگسازان دهه‌های ۵۰ و ۶۰ به این طرف طرح میشود مانند «لوئیجی نونو»، «کارل هاینس اشتوکهاوزن» و «بریو». که البته در ساختار و زیبایی شناسی دیگری طرح میشوند.»

مجله آفتاب مینویسد: این اثر به رغم تعلق به حوزه موسیقی کلاسیک، با برگزیدن شعر نو و نوع تألیف و اجرای اثر، پلی است میان موسیقی سنتی و مدرن، با نگاهی مدرن و برآمده از شناخت تئوریک موسیقی غرب.

## هنرمندان
- آواز: شهرام ناظری
- موسیقی: فرخزاد لایق
- دف: بیژن کامکار
- عود: ارسلان کامکار
- کمانچه (سوپرانو- آلتو): شروین مهاجر
- سنتور (قسمت‌های ۱ و ۶): سیامک آقایی
- سنتور(قسمت ۱۰): علی بهرامی فرد
- تنبک: نوید افقه
- کوزه، دمام، دهل: همایون نصیری
- سه تار: فرخزاد لایق
- مجری تولید : حافظ ناظری، گروه مولوی

## فهرست آهنگ‌ها
| سفر عسرت   | سفر عسرت                                             | سفر عسرت |
| شماره      | نام                                                  | مدت      |
| ---------- | ---------------------------------------------------- | -------- |
| ۱.         | «سفر عسرت- دیباچه، شاعر: مهدی اخوان ثالث»            | ۰۴:۱۶    |
| ۲.         | «سفر عسرت- روایت، شاعر: مهدی اخوان ثالث، احمد شاملو» | ۱۲:۱۸    |
| ۳.         | «چگور ناامیدان- درآمد اول، شاعر: شفیعی کدکنی»        | ۰۳:۱۲    |
| ۴.         | «چگور ناامیدان- درآمد دوم»                           | ۰۱:۳۲    |
| ۵.         | «چگور ناامیدان- چکاوک، شاعر: شفیعی کدکنی»            | ۰۳:۱۳    |
| ۶.         | «چگور ناامیدان- چاووشی (قطعه)»                       | ۰۲:۱۲    |
| ۷.         | «چگور ناامیدان- بیداد، شاعر: شفیعی کدکنی»            | ۰۲:۱۸    |
| ۸.         | «چگور ناامیدان- اوج، شاعر: شفیعی کدکنی»              | ۰۴:۱۸    |
| ۹.         | «چگور ناامیدان- فرود، شاعر: شفیعی کدکنی»             | ۰۵:۱۷    |
| ۱۰.        | «غروب- غروب، شاعر: ه.ا.سایه»                         | ۰۷:۴۵    |
| مجموع مدت: | مجموع مدت:                                           | ۴۶:۲۱    |

## اشعار آلبوم

### دیباچه
| موج ها خوابیده اند آرام و رام |  | طبل توفان از نوا افتاده است |
| چشمه های شعله ور خشکیده اند   |  | آب ها از آسیا افتاده است    |

### روایت
| در مزار آباد شهر بی تپش          |  | وای جغدی هم نمی اید به گوش    |
| دردمندان بی خروش و بی فغان       |  | خشمناکان بی فغان و بی خروش    |
| آبها از آسیا افتاده است          |  | دارها برچیده خون ها شسته اند  |
| جای رنج و خشم و عصیان بوته ها    |  | پشکبنهای پلیدی رسته اند       |
| خانه خالی بود و خوان بی آب و نان |  | و آنچه بود ، آش دهن سوزی نبود |

### غروب
| با این غروب از غم سبز چمن بگو                |  | اندوه سبزه های پریشان به من بگو   |
| اندیشه های سوختهﻯ ارغوان ببین                |  | رمز خیال سوختگان بی سخن بگو       |
| شوق جوانه رفت ، شوق جوانه رفت زِ یاد درخت پیر |  | ای باد نوبهار زِ عهد کهن بگو       |
| از ساقیان بزم طربخانهﻯ صبوح                  |  | با خامُشان غمزده ی انجمن بگو       |
| زان مژده گو که صد گل سوری به سینه داشت       |  | وین موج خون که می زندش در دهن بگو |
| سرو شکسته نقش دل ما بر آب زد                 |  | این ماجرا به اینه ی دل شکن بگو    |
| آن آب رفته باز نیاید به جوی خشک              |  | با چشم تر ز تشنگی یاسمن بگو       |
| آن سرخ و سبز سایه بنفش و کبود شد             |  | سرو سیاه من زِ غروب چمن بگو        |